# Abdij van Braunau in Rohr
De Sint-Wenzelabdij van Braunau in Rohr (Duits: Kloster Rohr, Abtei zum heiligen Wenzel zu Braunau in Rohr) is een benedictijnenabdij in de gemeente Rohr in Niederbayern in Beieren gelegen in het bisdom Regensburg.

## Geschiedenis
De edelman Adalbert von Rohr gaf, na het overlijden van zijn echtgenote in een kinderloos gebleven huwelijk, in 1133 zijn volledige bezit aan de bisschop van Regensburg, onder de voorwaarde dat daarmee een Stift of klooster voor augustijner koorheren in Rohr zou opgericht worden waar hij zou mogen toetreden. Paus Innocentius II bevestigde in 1136 de oprichting van het augustijnerklooster, wat paus Eugenius III in 1153 nog eens overdeed. Keizerlijke goedkeuring en bescherming bekwam het jonge klooster in 1158 van keizer Frederik I Barbarossa.
Uit de Reichsdeputationshauptschluss van 1803 volgden heel wat verschuivingen in machtsevenwichten en een grotere scheiding van kerk en staat en de Säkularisation in Beieren leidde dat jaar zelfs tot het opheffen van de augustijner koorherengemeenschap in het klooster van Rohr. Het betreft een voormalig klooster van de Augustijner Koorheren dat in 1803 werd opgeheven.

## Benedictijner abdij
De abdij van Braunau in Rohr wordt sinds 1946 door benedictijnen bewoond. Meer bepaald gaat het om benedictijnen afkomstig uit het benedictijnenabdij van het Tsjechische Broumov (oude Duitse naam: Braunau). De in die abdij aanwezige monniken van Duitse herkomst werden direct na de Tweede Wereldoorlog op basis van de Beneš-decreten uit het land gewezen en vonden in de abdij in Rohr een herkomen. In de naam van de abdij ("abdij van Braunau in Rohr") herdenken ze evenwel afkomst en geschiedenis. Als patroonheilige voor hun abdij kiezen ze Wenceslaus de Heilige, de heilige Wenzel. De in Rohr in Niederbayern toegekomen benedictijnen leggen zich vanaf 1946 toe op de lokale pastorale zorg, en richten in de abdij ook het Johannes-Nepomuk-gymnasium in, een onderwijsinstelling secundair onderwijs met kostschool waarmee ze een oude traditie uit hun oude abdij in Braunau verder zetten en de oude traditie van het Braunau Stiftsgymnasium in ere hielden. De nieuwe abdijgemeenschap bouwde ook een nauwe band op met de Sudeten-Duitsers uit de ruime omgeving. De benedictijnenabdij sloot zich in 1984 aan bij de Beierse Congregatie.

## Abdijkerk
De abdij ligt in het dorpscentrum. De bouw van de aangrenzende abdijkerk de Abteikirche Mariä Himmelfahrt, die ook als parochiekerk in het dorp gebruikt wordt, werd door de Augustijner Koorheren toevertrouwd aan Egid Quirin Asam die de opdracht voor de barokkerk tussen 1717 en 1723 tot een goed einde bracht. Het interieur is zeer gekend voor de indrukwekkende fresco's en stucwerk. Het hoogaltaar verbeeld de verrijzenis van Maria voor.